# Вукац Хрватинић
Вукац Хрватинић (умро после 10. априла 1378) је био кнез Врбање са градом Котором (Доњи Краји) из породице Хрватинића. Господарио је и жупом Пливом након 1366. године.

## Биографија
Вукац је био најмлађи син кнеза Хрватина Стјепанића, родоначелника породице Хрватинића. У изворима се први пут спомиње у недатираном документу Јелисавете Немањић и њеног сина Стефана II Котроманића, босанског бана. Повељу је Стефан II издао на почетку своје владавине. Њоме су се Јелисавета и Стефан заклели кнезу Вукцу да он неће бити њихов сужањ и талац. Кнез је био веран босанским владарима те су му они потврдили територије којима је владао. Вукац је остао веран Стефану и онда када су га неки чланови Хрватинића напустили и пришли угарском краљу Лајошу. Након доласка Твртка Котроманића на власт 1353. године, Вукац се спомиње у две исправе (из 1353-1354) кнеза Владислава Котроманића, његове жене Јелене и синова Твртка и Вука. Вукац је остао веран Твртку када га је напустио део рода Хрватинића. У споменутој исправи Вукац се појављује као ручник и пристав. Вукац је зауставио продор угарског краља Лајоша који је на лето 1363. године напао Твртка и продирао долином Врбаса. Код града Сокола, седишта жупе Пливе, његова војска је заустављена. Опседнути град је ослобођен. Твртко му је за узврат даровао жупу Пливу 11. августа 1366. године, након што се вратио на босански престо. Могуће да су под његовом влашћу били и поседи Влатка Вукославића који је издао Твртка и који се морао склонити у Славонију. У повељи из 1366. године Вукац се назива војводом. Није могуће из расположивих извора утврдити када је добио титулу. Вероватно ју је добио након одбране Сокола. Вукац се последњи пут помиње међу пријатељима краља Твртка у повељи од 10. априла 1378. године. Овом повељом Твртко је потврдио Дубровчанима повластице својих претходника, српских владара. Твртко се годину дана раније крунисао за краља Срба и Босне те је сматрао да му припадају сва права немањићких владара према Дубровнику.

## Породица
Вукац је био ожењен племкињом из породице Лукаревића (према Мавру Орбину). Име супруге кнеза Вукца није познато. Имао је седморо деце:
- Хрвоје Вукчић Хрватинић (1350-1416), херцег сплитски, велики војвода босански и кнез Доњих Краја[4].
- Вук Вукчић Хрватинић (умро после 27. новембра 1399), кнез Гребена у жупи Земуник[5].
- Војислав Вукчић Хрватинић (умро после августа 1402)[1].
- Драгиша Вукчић Хрватинић (умро после 1401), кнез Глажа и Среде[1][6].
- Реса Вукчић Хрватинић, удата за тепчију Батала Шантића[7].
- Вучица Вукчић Хрватинић[7]
- ћерка непознатог имена, удата за стрица усорских војвода Вукмира и Вукашина Златоносовића[7].